# Klinikum Kulmbach
Das Klinikum Kulmbach ist ein kommunales Krankenhaus in Kulmbach in Bayern. Es handelt sich um ein Klinikum der Versorgungsstufe II. 
Das Klinikum ist akademisches Lehrkrankenhaus des Universitätsklinikums Jena und verfügt über 16 Abteilungen und 9 Zentren.

## Geschichte
1876 wurde das Stadtkrankenhaus Kulmbach eingeweiht. 1911 verfügte das Krankenhaus über 57 Betten. 1956 wurde ein Zweckverband für das Klinikum gegründet. 1961 gab es 210 Betten und 152 Mitarbeiter. 1965 wurden 420 Planbetten in Betrieb genommen. 1995 wurde das Kreiskrankenhauses Stadtsteinach in den Zweckverband Klinikum Kulmbach integriert.

## Abteilungen und Zentren

### Abteilungen
- Zentrale Notaufnahme
- Klinik für Anästhesiologie und operative Intensivmedizin
- Klinik für Allgemein- und Visceralchirurgie
- Klinik für Gefäßchirurgie
- Klinik für Thoraxchirurgie
- Klinik für Plastische und Handchirurgie
- Klinik für Unfallchirurgie und Orthopädie
- Klinik für Neuro- und Wirbelsäulenchirurgie
- Medizinische Klinik I, Kardiologie und internistische Intensivmedizin
- Medizinische Klinik I, Pneumologie, Beatmungs- und Schlafmedizin
- Medizinische Klinik II, Gastroenterologie und Palliativmedizin
- Medizinische Klinik II, Hämatologie und Onkologie
- Medizinische Klinik III, Nephrologie und Dialyse
- Frauenklinik
- Klinik für Neurologie
- Klinik für Urologie und Kinderurologie

### Zentren
- Alterstraumazentrum
- Brustzentrum
- Darmzentrum
- Endoprothetikzentrum
- Kontinenz- und Beckenbodenzentrum
- Prostatazentrum
- Thoraxzentrum
- Traumazentrum
- Wirbelsäulenzentrum

## Fachklinik Stadtsteinach
Die Fachklinik Stadtsteinach gehört zusammen mit dem Klinikum Kulmbach zum Zweckverband Klinikum Kulmbach. Die Fachklinik verfügt über 87 Betten in den Bereichen Geriatrische und Orthopädische Rehabilitation sowie Innere Medizin mit akutgeriatrischer Behandlungseinheit. Standort ist Stadtsteinach im Landkreis Kulmbach.